# Xã Greenfield, Quận Calhoun, Iowa
Xã Greenfield (tiếng Anh: Greenfield Township) là một xã thuộc quận Calhoun, tiểu bang Iowa, Hoa Kỳ. Năm 2010, dân số của xã này là 248 người.